# Тифани Торнтън
Тифани Даун Торнтън (на английски: Tiffany Thortnon) е американска певица и актриса.

## Биография
Родена е на 14 февруари 1986 г. в Колидж Стейшън, Тексас.
От 2009 до 2011 г. изпълнява ролята на Тоуни Харт в „Съни на алеята на славата“. Торнтън я играе и в продължението So Random! (2011 – 2012).
През 2011 г. се омъжва за 31-годишния Кристофър Карни, полицай и бивш вокалист на групата The Prom Kings. Имат двама синове – Кенет Джей Карни (р. 2012) и Бентли Кеш Карни (р. 2014). Кристофър Карни умира в автомобилна катастрофа на 4 декември 2015 г.
През 2016 г. Торнтън се оттегля от актьорската професия и започва работа като съветник в християнски колеж в Арканзас. Торнтън по-късно започва връзка с пастора Джосая Капаси през 2017 г., като обявява годежа им през април същата година. На 10 октомври 2017 г. Тифани и Джосая сключват брак. На 9 ноември 2018 г. Тифани ражда първото си дете от Джосая – Джулиет Джой Капаси.